# Gormont et Isembart
Gormont et Isembart, dit aussi Gormond et Isembart, Gormund et Isembard, Isembart et Gormont ou La Mort du Roi Gormond est une chanson de geste de la seconde moitié du XIe siècle ou de la première moitié du XIIe siècle,. Avec La Chanson de Roland et La Chanson de Guillaume, c'est l'une des trois chansons de geste composées avant 1150 ; elle peut être légèrement postérieure à La Chanson de Roland, Holmes la datant de 1068. La chanson nous conte l'histoire d'un jeune seigneur français rebelle, Isembart, qui s'allie avec un « Sarrasin », Gormont, abandonne le christianisme et combat le roi de France. Elle est parfois regroupée avec la Geste de Doon de Mayence dans le cycle des vassaux rebelles des chansons de geste.

## L'Œuvre

### Le manuscrit originel
Le seul fragment manuscrit conservé (deux feuilles de parchemin trouvées dans une vieille reliure,) comporte 661 octosyllabes, (ce qui est inhabituel pour une chanson de geste) en laisses assonancées (conservé à la Bibliothèque royale de Belgique) écrites en un dialecte du centre de la France, datant d'environ 1130, et qui constitue la fin d'un poème plus long.

### La reconstitution du texte
Le texte du poème entier a pu être reconstitué à partir de deux sources :
- une chronique du XIIIe siècle de Philippe Mousket[1]
- une adaptation germanique du XVe siècle, Loher und Maller (1437), d'une version en prose de la fin du XIVe siècle ou du début du XVe siècle, Lohier et Mallart[1].

La date de la composition du poème se base sur :
- une mention dans les chroniques (terminées en 1088, révisées en 1104) de Hariulf, un moine de Saint-Riquier[1],[6]
- une allusion qui y est faite dans l'Historia Regum Britanniae de Geoffrey de Monmouth[1].

### L'intrigue
L’intrigue a pu être reconstituée ainsi : Le jeune seigneur français Isembart, persécuté par son oncle, le roi Louis, s’exile en Angleterre puis se joint à Gormont et abjure sa foi chrétienne. Isembart incite Gormond à attaquer la France, y détruire ses propres terres et incendier l’abbaye de Saint-Riquier. Le roi de France se porte à leur rencontre à Cayeux (Cayeux-sur-Mer). Après une série de combats victorieux, Gormont est tué, mais le roi est lui-même mortellement atteint. Les « Sarrasins » se replient en désordre, mais Isembart réussit à les ramener au combat et parviendra à désarçonner son propre père. Quatre jours plus tard, les « Sarrasins » abandonnent le champ de bataille et, avant de rendre le dernier soupir, Isembart retrouve la foi.
L'histoire semble basée sur un fait historique : une incursion des Vikings qui, en février 881, incendièrent l’abbaye de Saint-Riquier, puis furent battus par Louis III six mois plus tard, à la Bataille de Saucourt-en-Vimeu. Néanmoins, si le personnage de Gormont est la forme française du scandinave Godrum ou Gudrum, il n'existe aucune mention historique d'un Isembart. Pour Patrice Lajoye, Gormont et Isembart est avant tout un récit littéraire et son motif central le combat père-fils est un thème traditionnel des mythes et légendes européens comme c'est le cas dans le Chant de Hildebrand.

### L'auteur
En 1949, Philippe Pinchemel écrit dans Visages de la Picardie : 

« S'il est vrai, comme l'affirme Bédier, que les chansons de geste sont nées autour des abbayes, celle de Gormond et Isembart est bien picarde, née aux abords de l'abbaye de Saint-Riquier, puisque le chroniqueur de cette abbaye, Hariulfe, rapporte qu'elle s'y chantait au XIe siècle avec force épisodes locaux. »

— Visages de la Picardie, p.92
En décembre 2016, Les Cahiers de civilisation médiévale ont publié un article de Jack Breton, « Gormont et Isembart, emprunt au Carmen de Hastingae Proelio ? », émettant l'hypothèse que Guy d'Amiens soit l'auteur du poème à l'origine du fragment.

### Éditions
- Gormont et Isembart, chanson de geste, cycle des barons révoltés, texte établi et traduit de l'ancien français par Nathalie Desgrugillers-Billard, Clermont-Ferrand, Paleo (L'encyclopédie médiévale 5), 2008, x + 27 p.
- Gormond et Isembart, édition d'Alphonse Bayot, reproduction photocollographique du manuscrit unique, II. 181, de la Bibliothèque royale de Belgique avec une transcription littérale, Misch & Thron, 1906.
- Gormont et Isembart, fragment de chanson de geste du XIIe siècle, édité par Alphonse Bayot. Troisième édition revue, Paris, Champion (Les classiques français du Moyen Âge, 14), 1931, xvi + 75 p.

### Études
- Patrice Lajoye, « Les Vikings et la chanson de geste Gormont et Isembart (vers 1130): histoire ou légende? », in Ridel E. (dir.). Les Vikings dans l'empire franc. Impact, héritage, imaginaire. Editions Orep, 2014, 143 p. (Héritages vikings, 4)  (ISBN 978-2-8151-0190-5)
- Geneviève Hasenohr et Michel Zink, Dictionnaire des lettres françaises : Le Moyen Âge, collection : La Pochothèque, Fayard, 1992  (ISBN 2-2530-5662-6)
- (en) Urban T. Holmes, Jr., A History of Old French Literature from the Origins to 1300, New York, F.S. Crofts, 1938.
- (en) George Baer Fundenburg, Feudal France in the French Epic: A Study of Feudal French Institutions in History and Poetry, Columbia University, 1918.